# Wybory do Izby Radców w 2007 roku
Wybory do Izby Radców (izby wyższej japońskiego parlamentu) - odbyły się 29 lipca 2007 roku. Wybierano w nich połowę z 242 radców. Wygrała Partia Demokratyczna, która zdobyła 39.5% głosów i 60 ze 121 mandatów. Rządząca  Partia Liberalno-Demokratyczna z wynikiem 28.1% zdobyła ich 37. Trzecie miejsce zajęła Partia Shin Kōmeitō z wynikiem 13.2% głosów i 9 mandatami. Wśród kandydatów do Izby Radców znalazło się kilku kontrowersyjnych polityków m.in. były peruwiański dyktator Alberto Fujimori, a także wnuczka japońskiego generała Yuko Tojo.